# Šúmacu no Harem: Fantasia
Šúmacu no Harem: Fantasia (japonsky 終末のハーレム ファンタジア, Šúmacu no háremu: Fantadžia) je japonská manga, kterou píše LINK a kreslí SAVAN. Je spin-offem mangy Šúmacu no Harem. Vychází od dubna 2018 v časopise Ultra Jump, patřícím nakladatelství Šúeiša, a je publikována také na internetovém časopise Šónen Jump+ a v aplikaci Young Jump!.
Do angličtiny mangu překládá americké nakladatelství Seven Seas Entertainment.

## Mangy
Mangu Šúmacu no Harem: Fantasia píše LINK a kreslí SAVAN. Vychází od 19. dubna 2018 v časopise Ultra Jump, patřícím nakladatelství Šúeiša. Je také publikována na internetovém časopise Šónen Jump+ a v aplikaci Young Jump!. V roce 2019 nakladatelství Seven Seas Entertainment oznámilo, že plánuje vydávat mangu v anglickém jazyce pod svou značkou Ghost Ship, která je určena pro dospělé čtenáře.
Spin-offová manga, jež nese název Šúmacu no Harem: Fantasia Academy (japonsky 終末のハーレム ファンタジア学園, Šúmacu no háremu: Fantadžia gakuen) a jejímž autorem je SEVEN a ilustrátorem Okada Andó, je zasazena v prostředí moderní střední školy. Vychází od 19. května 2020 v časopise Ultra Jump, přičemž její první svazek byl vydán 4. ledna 2021.

### Seznam svazků
| Č. | Datum vydání      | ISBN              |
| -- | ----------------- | ----------------- |
| 1  | 2. listopadu 2018 | 978-4-08-891129-8 |
| 2  | 4. března 2019    | 978-4-08-891247-9 |
| 3  | 2. srpna 2019     | 978-4-08-891353-7 |
| 4  | 4. ledna 2020     | 978-4-08-891470-1 |
| 5  | 4. srpna 2020     | 978-4-08-891652-1 |
| 6  | 4. ledna 2021     | 978-4-08-891762-7 |
| 7  | 4. června 2021    | 978-4-08-891873-0 |
| 8  | 4. října 2021     | 978-4-08-892110-5 |

## Přijetí
K prosinci 2018 bylo prodáno 100 000 výtisků mangy.